# Solimão Baltoglu
Solimão ou Suleimão Baltoglu (em turco: Suleiman Baltoghlu) foi um navegador otomano, nascido na Bulgária no século XV. Em seu tempo, os búlgaros eram súditos do sultão otomano, e Baltoglu seguiu carreira na Marinha Otomana, alcançando o cargo de almirante. Atuou como comandante maior da Marinha Otomana durante o cerco a Constantinopla, em 1453, mas seguidas derrotas frente aos poucos navios gregos, venezianos e genoveses causaram a insatisfação do sultão Maomé II, o Conquistador, que o humilhou em público e o despojou de seus bens antes de dispensá-lo do comando da marinha turca.

### Derrota Naval e Morte
Quando Solimão perdeu uma batalha naval contra quatro navios cristãos, destruindo a frota do otomano, o Sultão Maomé II, o Conquistador se zangou com o almirante. A raiva do monarca foi tanta, que o próprio cavalgou em direção ao mar chamando o nome de Baltoglu. Após a batalha, o soberano ordenou a execução de Solimão, decisão essa que foi avertida devido ao testemunho dos subordinados do capitão, que o mesmo lutou corajosamente, ao ponto de perder o seu olho.

Seu fim veio com uma morte no mistério e na pobreza, após ter seus títulos, terra e riqueza revogados.